# Die Lady mit dem Colt
Die Lady mit dem Colt (Originaltitel: Lady Blue) war eine US-amerikanische Kriminalserie mit Jamie Rose in der Hauptrolle, die zwischen 1985 und 1986 entstand.

## Handlung
Katy Mahoney arbeitet als Polizistin im Streifendienst in Chicago. Die junge Frau ist ähnlich wie Dirty Harry nicht zimperlich im Einsatz ihrer Waffe. Ihr überhartes Vorgehen und ihre teils unkonventionellen Ermittlungsmethoden führen zu ständiger Kritik durch die Polizeiführung. Gedeckt wird sie durch ihren direkten Vorgesetzten, Lieutenant Terrence McNichols.

## Hintergrund
Die von MGM Television für ABC produzierte Serie wurde nach der Ausstrahlung von 14 Episoden insgesamt abgesetzt. Sie trat gegen die zeitgleich ausgestrahlten Serien Cheers, Harrys wundersames Strafgericht und Simon & Simon an und konnte sich in den Einschaltquoten nie gegen diese durchsetzen. Daneben war die Serie auch Kritik wegen ihrer übermäßigen Gewaltdarstellungen ausgesetzt.